# Filada (nàutica)

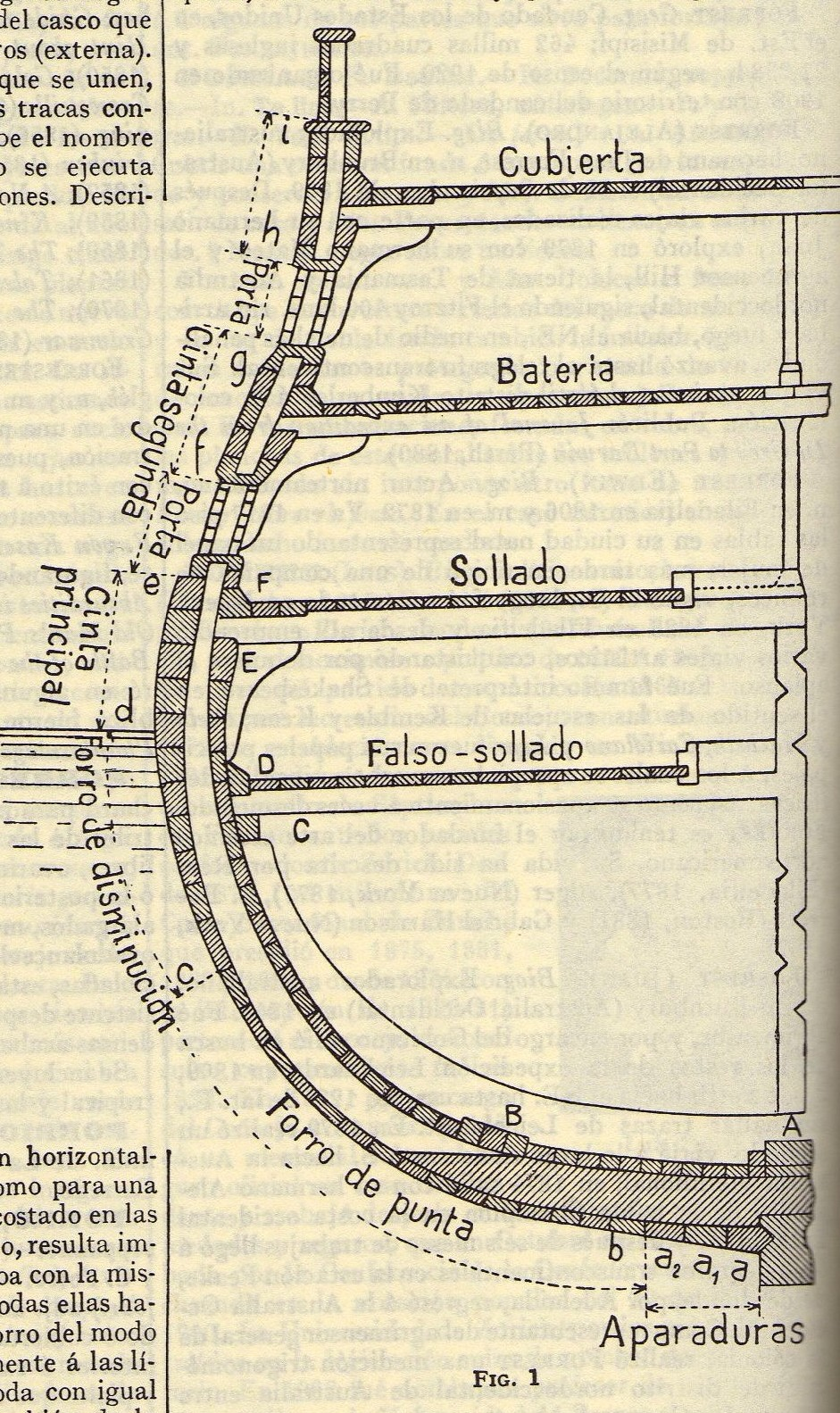
Secció d'un navili de línia. La primera cinta està formada per quatre o cinc filades més gruixudes del folre.

En construcció naval tradicional, amb bucs de fusta, una filada o traca és el conjunt de peces de fusta (disposades una rere l'altra) que van de proa a popa en posició aproximadament horitzontal formant part del folre. Una filada es compon de taules, llates o llistons. El costat del folre del buc d'un vaixell està format per un cert nombre de filades que reposen sobre les quadernes i estan unides a aqueixes.
La coberta d'un vaixell de fusta tradicional també està formada per filades (de peces de fusta).

## Construccions antigues
El folre de les embarcacions antigues de fusta estava format per filades.

### Vaixells egipcis
Amb filades llargues de peces de fusta (formades amb unions de caixa i metxa sense fiador) cosides cadascuna a les dels costats.
- Alguns exemples d'aquesta mena de construcció són les barques solars egípcies. Un dels avantatges del sistema és que proporciona bucs desmuntables amb relativa facilitat.
  - Barques d'Abidos
  - Barca solar de Kheops.[2][3]
  - Barques sagrades egípcies.[4]

### Vaixells fenicis i cartaginesos

Encadellats fenicis ("coagmenta punicana" en llatí).

El sistema de construcció dels grans vaixells de l'antiguitat (l'encadellat amb fiador de les planxes del folre) fou d'origen fenici. Els romans l'anomenaven "encadellat fenici" ("coagmenta punicana", en llatí plural).
En sentit horitzontal podien distingir-se les filades.

## Construcció tradicional
La construcció típica del buc des de l'època medieval es basava en una estructura (costellam)i un folre format per filades de peces de fusta.
L'estructura estava formada per:
- roda de proa
- quilla o carena
  - sobrequilla
- roda de popa
  - en alguns casos la peça anterior se substitueix pel codast
- quadernes
  - medissos
  - estameneres
- baus

En el folre calia distingir entre:
- folre del buc
- folre de coberta

### Filades específiques

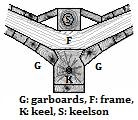
Secció d'un vaixell de fusta a nivell de la quilla. Les filades G són les paraies. Altres elements: K quilla; S sobrequilla; F medís (una de les peces que componen la quaderna).

Algunes filades, generalment més gruixudes que les altres del mateix folre, tenen un nom especial.
- La paralla[9] o paraia[10] és la primera filada que va al costat de la quilla (una per cada banda). Generalment van mig encaixades en una regata que presenta la quilla (vegeu figura).
- El trancanill és la filada més alta del folre i és la que junta amb la coberta. Les solucions constructives poden ser diverses i molt diferents.
- La cinta pot ser una filada més gruixuda o una filada superposada al folre. Quan hi ha més d'una cinta hi ha unes denominacions tradicionals:
  - primera cinta
    - la més baixa, prop de la línia de flotació del vaixell

  - cinta mestra o principal
    - a nivell de la segona coberta d'un vaixell gran

  - cinta alta
    - a nivell de la part alta de les quadernes

## Bucs de fusta conformada en fred

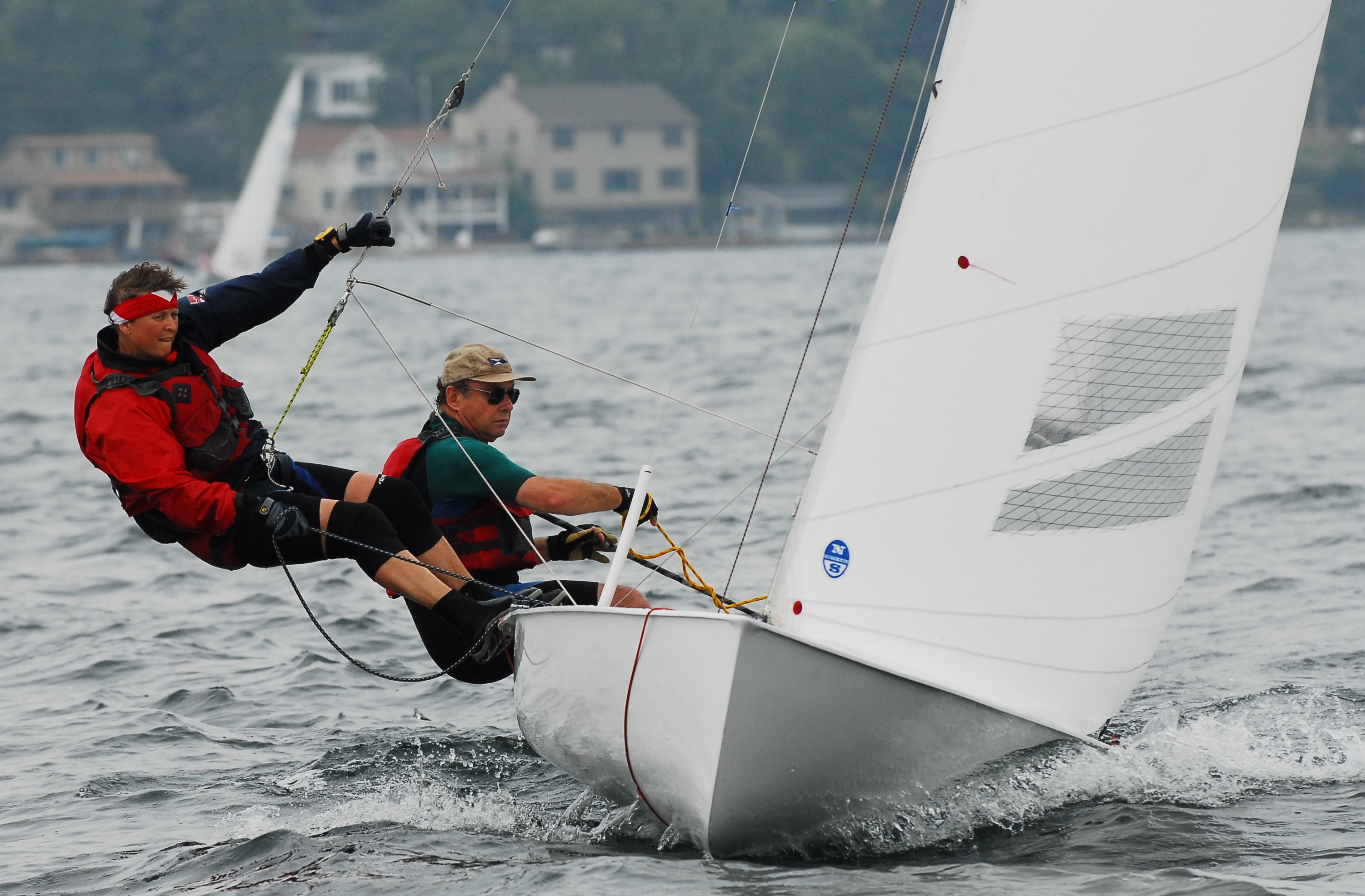
Flying Dutchman amb el buc conformat en fred.

Una construcció típica de bucs fets a partir de fustes conformades en fred ("cold molded") es basa en folres formats per tres capes encolades (formant un monobuc). Les dues capes interiors estan constituïdes per tires de fusta orientades a 45 graus respecte de l'horitzontal. (Per exemple: en la capa interior les peces va inclinades 45 grues cap a proa; en la segona capa les peces va inclinades 45 grues cap a popa, formant un angle de 90 graus amb les peces de la primera capa). En la capa més exterior les peces va orientades horitzontalment, unides entre si formant filades.
Hi ha molts iots basats en aquest sistema de construcció que permet bucs lleugers i molt sòlids i estancs. Una altra aplicació típica és en vaixells dragamines que no poden emprar bucs fabricats amb materials magnètics.
- En embarcacions petites el sistema d'emmotllat en fred (o de conformació en fred) és una mica diferent que el dels vaixells més grans. Les peces de fusta són molt primes (1-3 mm) i poden adoptar curvatures molt grans. En molts casos, les diverses capes només es disposen a 45 graus de l'horitzontal i, en tractar-se d'elements d'una sola peça, no es pot parlar de filades.